# Waverly (Nebraska)
Pour les articles homonymes, voir Waverly.
Waverly est une ville américaine située dans le Comté de Lancaster, au Nebraska. Selon le recensement de 2010, sa population est de 3 277 habitants.